# Obioma Nnaemeka
Obioma Nnaemeka (née le 28 octobre 1948 à Agulu, Nigeria) est une professeure d’université aux États-Unis, de nationalité nigériane. Elle est diplômée de l'Université du Nigeria à Nsukka ; elle y a étudié les études africaines, le français et l'allemand. En 1989, elle obtient son Doctorat en français et études francophones à l'Université du Minnesota. En 2017, elle est professeure de français, d'études féminines et d'études Africaines à l'Indiana University–Purdue University, Indianapolis.

## Champs d’études
Obioma Nnaemeka s'intéresse aux femmes écrivaines noires, par exemple Mariama Bâ, aux théories féministes, aux littératures francophone, aux œuvres orales ainsi qu'écrites de l'Afrique et de la diaspora africaine, aux études de genre et aux droits humains. Avant d'arriver à l'Université de l'Indiana, elle a enseigné à l'Université du Nigeria à Nsukka, et également  à l'université de Wooster, Ohio. Elle est critique culturelle pour le département français du service international de Radio Netherlands à Hilversum. Elle est aussi membre du Conseil d'administration du Global Women's Leadership Center de la Leavey School of Business.
Elle est à l'origine du concept de Negoféminisme, une conception du féminisme africain dans laquelle les améliorations sont apportées via des processus de négociations en respectant les structures familiales traditionnelles. Elle se montre ainsi critique de ce qu'elle considère comme une intrusion irrespectueuse des féministes occidentales dans les modalités de traitement des violences infligées aux femmes africaines comme les mutilations génitales. Elle appelle à une redéfinition du féminisme par les Africaines elles-mêmes, selon leurs propres termes, en y réintroduisant les aspects de race.

## Activités non académiques
À l'Université du Minnesota, Nnaemeka est Présidente de l'Association des Étudiants Nigerians. Elle est la fondatrice et présidente de l'Association des Femmes Universitaires Africaines. Elle est aussi présidente du Jessie Obidiegwu Education Fund, une ONG vouée à l'éducation des femmes et des filles en Afrique. Elle a parfois travaillé comme consultante pour l'Organisation des Nations Unies et la Banque Mondiale.

## Publications
- Obioma Nnaemeka, eds. Female Circumcision and the Politics of Knowledge:African Women in Imperialist Discourse.Westport: Praeger Press, 2005.
- Obioma Nnaemeka, Theorizing, Practicing, and Pruning Africa’s Way, Vol. 29, No. 2, Development Cultures: New Environments, New Realities, éditrices: Françoise Lionnet, Obioma Nnaemeka, Susan H. Perry, Celeste Schenck (Winter 2004), p. 357-385, The University of Chicago Press, DOI: 10.1086/378553[11]
- Obioma Nnaemeka, Sisterhood, Feminisms and Power in Africa: From Africa to the Diaspora, Africa World Press, 1998 - 513 pages[12] (ISBN 9780865434394)